# Wells Fargo
Веллс Фарґо (англ. Wells Fargo) — американська транснаціональна банківська та фінансова холдингова компанія зі штаб-квартирою у Сан-Франциско, Каліфорнія. Входить до «Великої Четвірки» найбільших банків США, є четвертим банком у США за розмірами загальних активів і другим за величиною депозитів та кількістю емітованих платіжних карток.
Компанія працює в 35 країнах і має понад 70 мільйонів клієнтів по всьому світу. У 2012 працювало більш ніж 9 000 відділень і понад 12 000 банкоматів в 40 штатах США.
Загальні активи на кінець 2013 становили понад 1,5 трлн доларів США. Чистий прибуток групи за підсумками 2013 року становив 21,87 млрд доларів США.
У 2014 бренд «Wells Fargo» був названий найдорожчим банківським брендом у світі в рейтингу «Brand Finance Banking 500» британського журналу The Banker. Його вартість оцінили у 30,2 млрд доларів.

## Історія
Wells Fargo заснували у 1852 підприємці Генрі Веллс і Вільям Фарґо, як підприємство з надання фінансових та поштових послуг. У сучасному вигляді компанія постала у 1998 внаслідок злиття Wells Fargo & Company та корпорації Norwest.
У жовтні 2008 під час Глобальної фінансової кризи Wells Fargo отримав 25 млрд доларів урядової допомоги, які, втім, уже через рік повернув державі.

## Інновації
У другій половині XX століття розвивав нетрадиційні канали надання послуг. Зокрема, звичні сьогодні банкомати у крамницях та супермаркетах ідея саме цього банку. Не просто відкривав відділення, а створював центри універсального обслуговування: із кав'ярнею, ксероксом та хімчисткою.
У 1989 першим у США дозволив клієнтам стежити за своїми рахунками через спеціальну електронну службу інформації. Пізніше розвивав інтернет-банкінг.

## Галерея

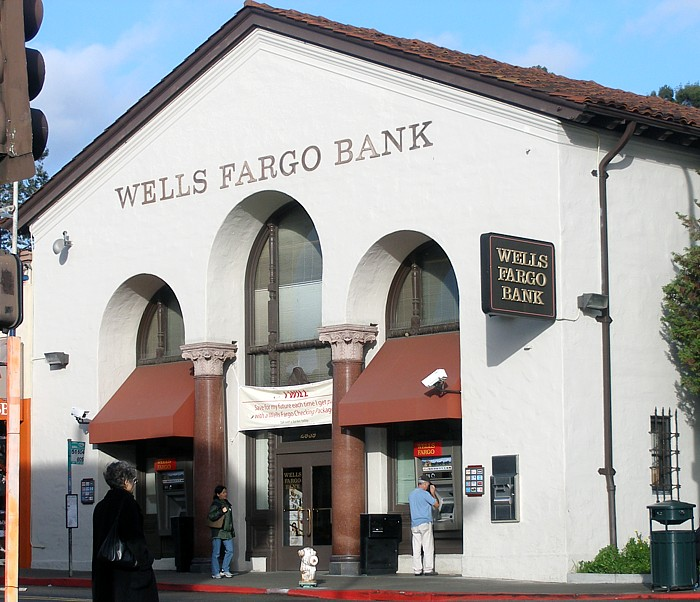
Історичне відділення Wells Fargo у Берклі, Каліфорнія
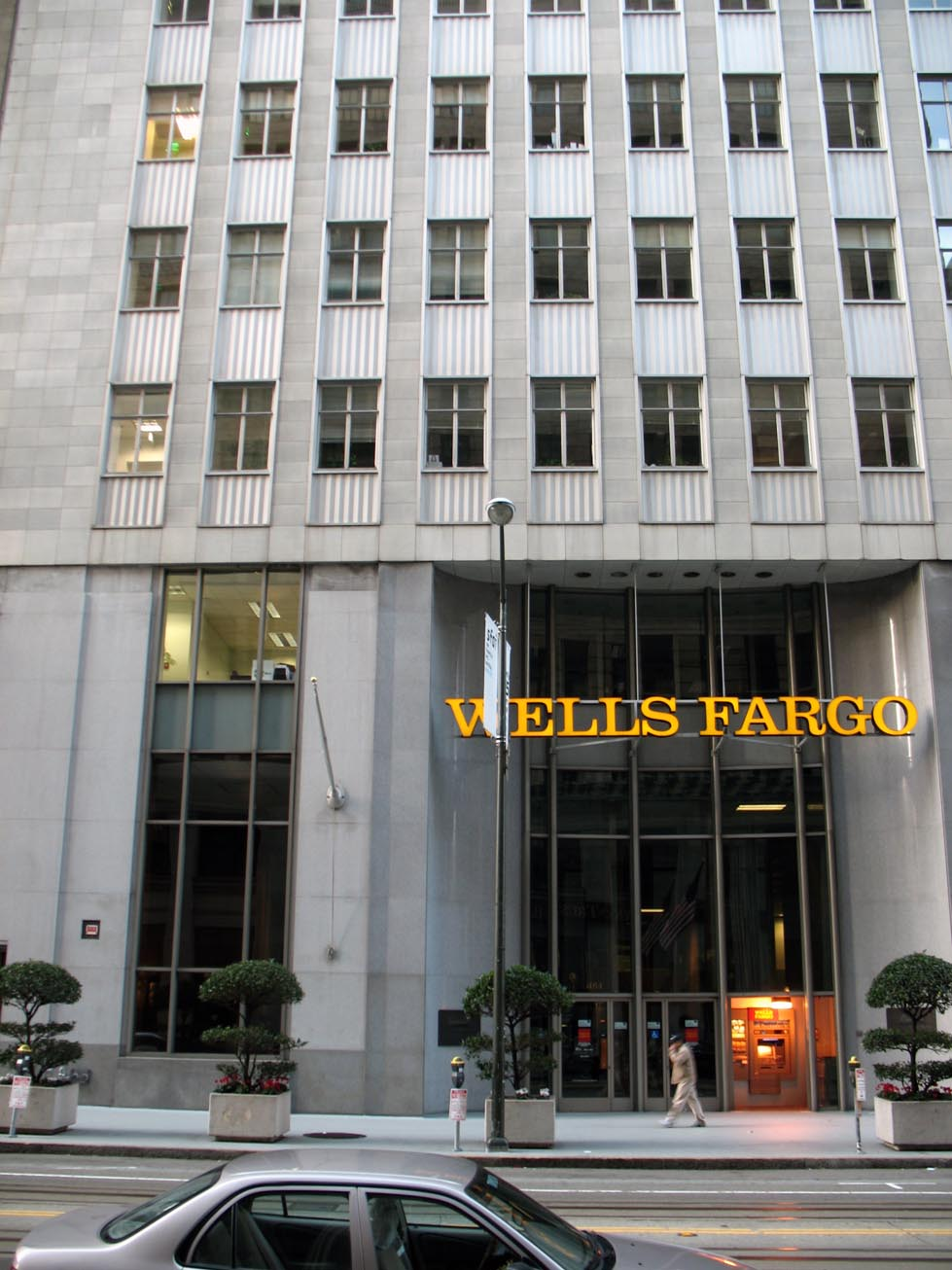
Корпоративний офіс Wells Fargo у Сан-Франциско
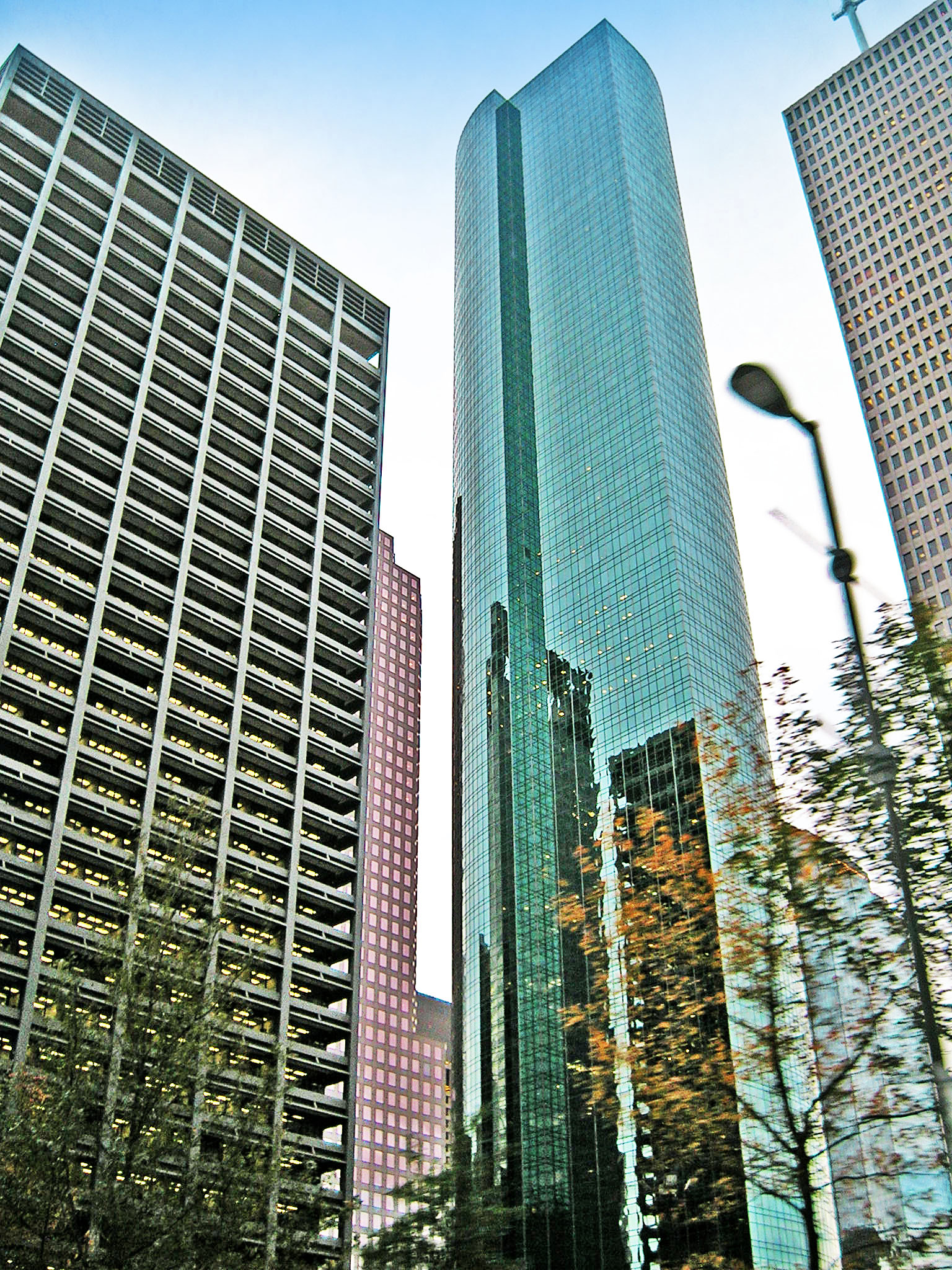
Wells Fargo Plaza у Х'юстоні, Техас
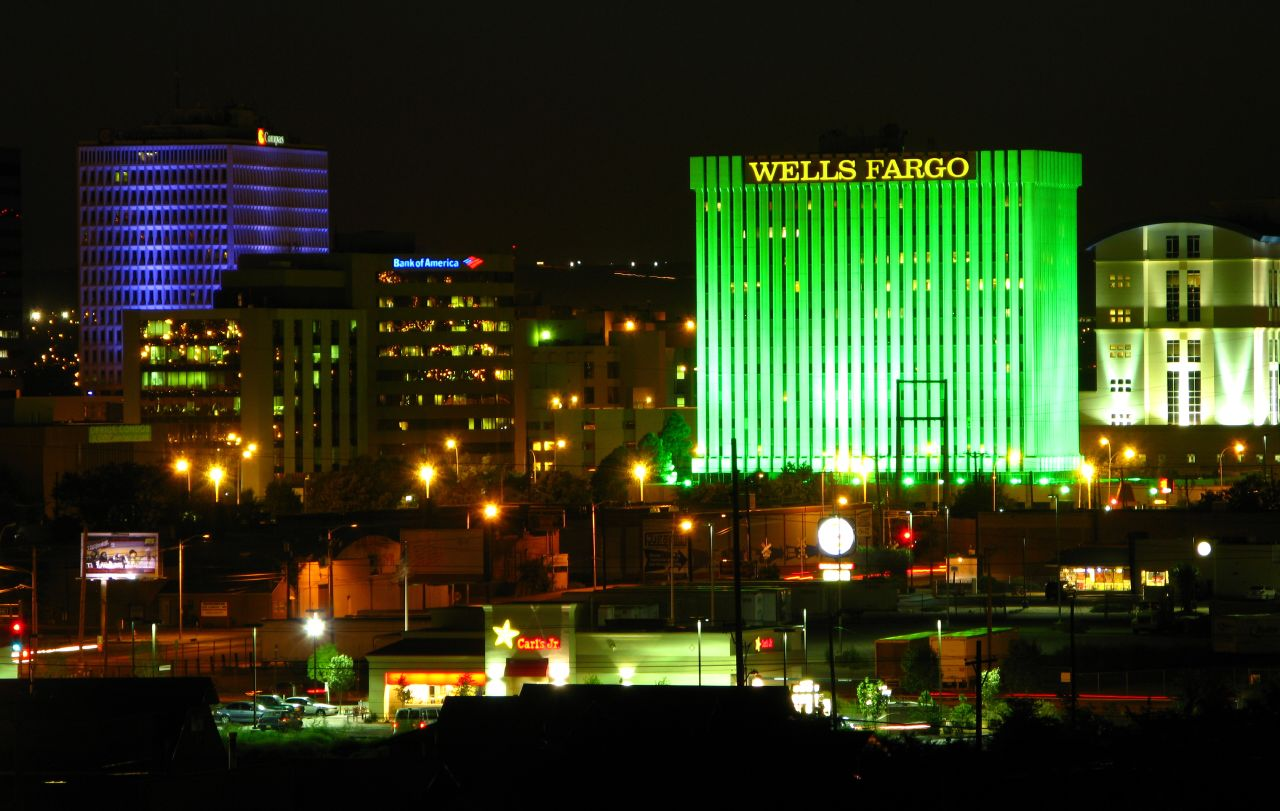
Wells Fargo Center у Альбукерке, Нью-Мексико
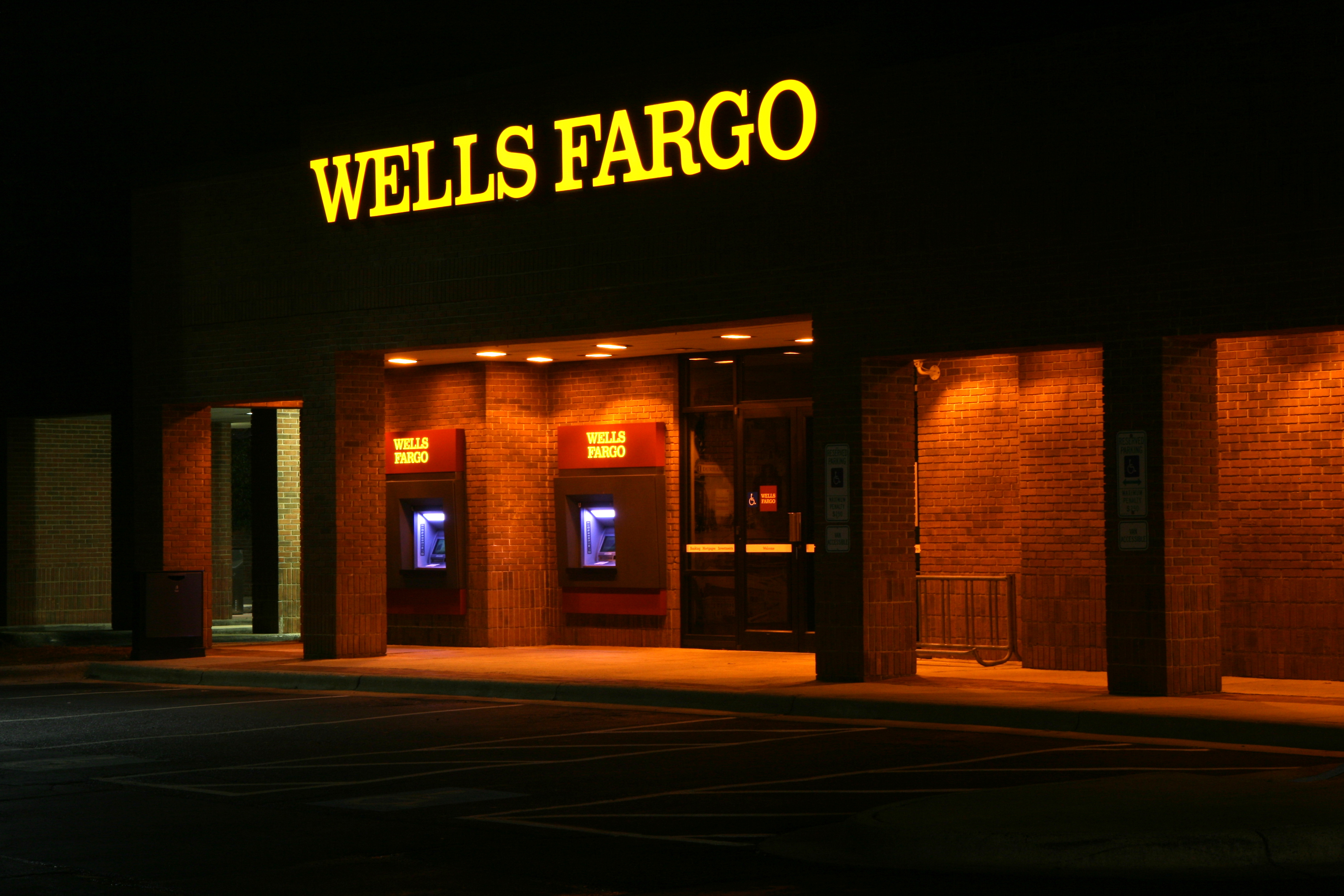
Банкомати Wells Fargo у м. Дарем, Північна Кароліна
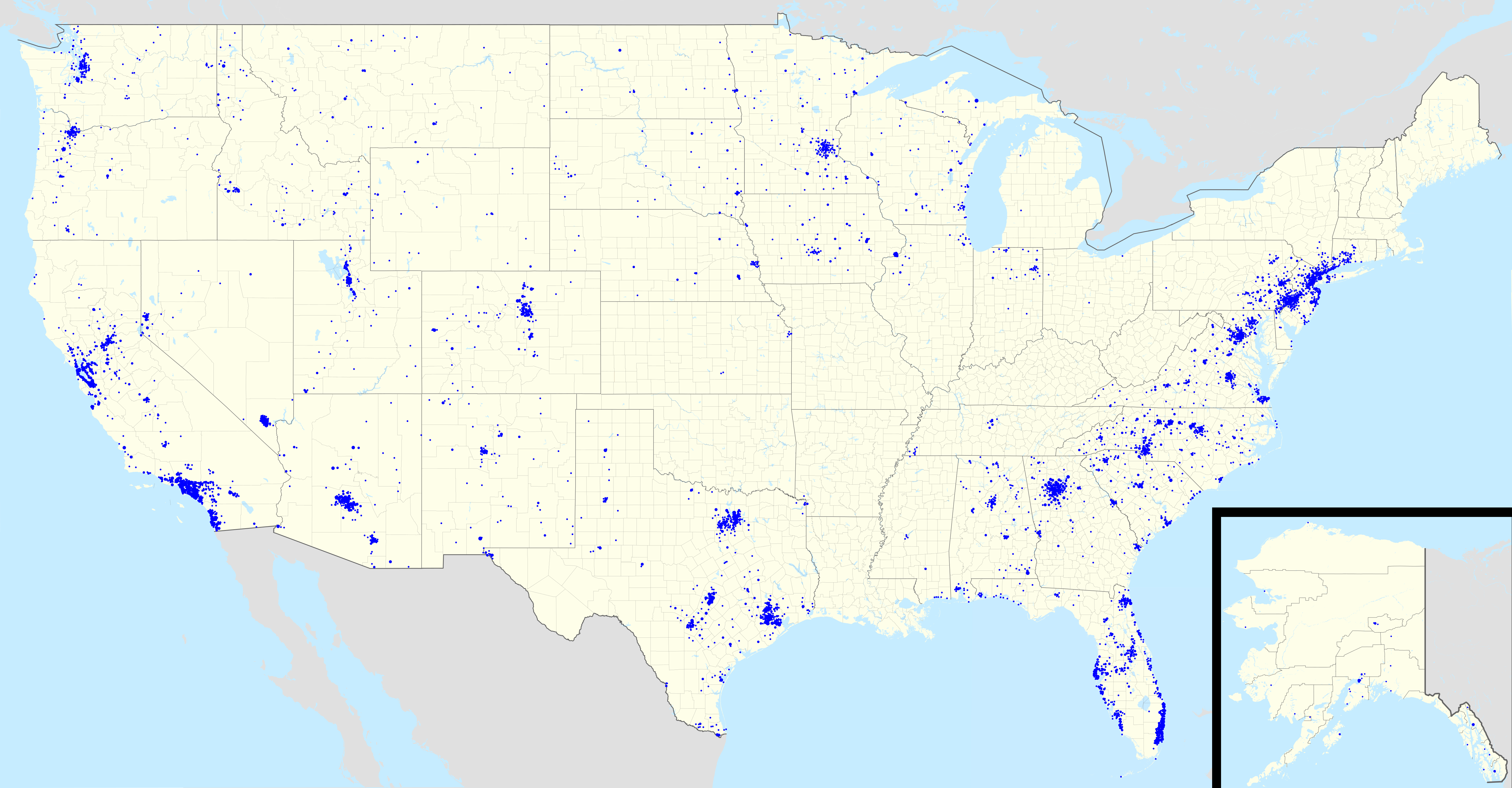
Карта відділень Wells Fargo